# Gekkota
Pertencentes à infraordem Gekkota, as lagartixas são lagartos pequenos, em sua maioria carnívoros, com ampla distribuição, encontrados em todos os continentes, exceto na Antártida. São encontradas em climas quentes em todo o mundo. Elas variam de 1,6 a 60 centímetros.
As lagartixas são únicas entre os lagartos por suas vocalizações, que diferem de espécie para espécie. A maioria das lagartixas da família Gekkonidae usa sons de chilrear ou estalar em suas interações sociais. A lagartixa-tokay (Gekko gecko) são conhecidas por seus sons altos de acasalamento, e algumas outras espécies são capazes de emitir ruídos sibilantes quando alarmadas ou ameaçadas. Elas são o grupo de lagartos mais rico em espécies, com cerca de 1.500 espécies diferentes em todo o mundo.
Todas as lagartixas, exceto as espécies da família Eublepharidae, não têm pálpebras; em vez disso, a superfície externa do globo ocular tem uma membrana transparente. Elas têm um cristalino fixo dentro de cada íris que aumenta na escuridão para permitir a entrada de mais luz. Como não podem piscar, as espécies sem pálpebras geralmente lambem seus próprios brilhos quando precisam limpá-los de poeira e sujeira, a fim de mantê-los limpos e úmidos.
Diferentemente da maioria dos lagartos, as lagartixas são geralmente noturnas e têm excelente visão noturna; sua visão de cores com pouca luz é 350 vezes mais sensível do que a dos olhos humanos. As lagartixas noturnas evoluíram de espécies diurnas, que perderam as células bastonetes de seus olhos. O olho da lagartixa, portanto, modificou suas células cônicas que aumentaram de tamanho em diferentes tipos, tanto simples quanto duplas. Três fotopigmentos diferentes foram mantidos e são sensíveis ao ultravioleta, azul e verde. Eles também usam um sistema óptico multifocal que lhes permite gerar uma imagem nítida em pelo menos duas profundidades diferentes. Embora a maioria das espécies de lagartixas seja noturna, algumas espécies são diurnas e ativas durante o dia, o que evoluiu várias vezes de forma independente.
Muitas espécies são bem conhecidas por seus dedos especializados, que lhes permitem agarrar e escalar superfícies lisas e verticais e até mesmo atravessar tetos internos com facilidade. As lagartixas são bem conhecidas pelas pessoas que vivem em regiões quentes do mundo, onde várias espécies fazem sua casa dentro de habitações humanas. Essas lagartixas, como a lagartixa-comum, tornam-se parte da coleção de animais de estimação em ambientes internos e são frequentemente bem-vindas, pois se alimentam de pragas (insetos), incluindo mariposas e mosquitos. Como a maioria dos lagartos, as lagartixas podem perder suas caudas como forma de defesa, um processo chamado autotomia; o predador pode atacar a cauda que se contorce, permitindo que a lagartixa escape.
A maior espécie, Gigarcanum delcourti [en], é conhecida apenas por um único espécime empalhado, provavelmente coletado no século XIX, encontrado no porão do Museu de História Natural de Marselha [en], em Marselha, na França. Essa lagartixa tinha 600 mm de comprimento e provavelmente era endêmica da Nova Caledônia, onde vivia em florestas nativas. A menor lagartixa, a Sphaerodactylus ariasae [en], tem apenas 16 mm de comprimento e foi descoberta em 2001 em uma pequena ilha na costa da Ilha de São Domingos.

## Etimologia
O termo em neolatim gekko e o termo em inglês gecko derivam do termo indonésio-malaio gēkoq, uma palavra malaia emprestada do javanês, de tokek, que imita os sons que algumas espécies como a lagartixa-tokay fazem.:120:253 

## Características comuns
Como outros répteis, as lagartixas são ectotérmicas, produzindo pouco calor metabólico. Essencialmente, a temperatura corporal de uma lagartixa depende de seu ambiente. Além disso, para realizar suas principais funções, como locomoção, alimentação, reprodução, etc., as lagartixas precisam ter uma temperatura relativamente elevada.

### Troca de pele
Todas as lagartixas trocam de pele em intervalos razoavelmente regulares, com espécies que diferem em termos de tempo e método. As lagartixas-leopardo trocam de pele em intervalos de duas a quatro semanas. A presença de umidade ajuda na troca de pele. Quando a troca de pele começa, a lagartixa acelera o processo destacando a pele solta de seu corpo e comendo-a. Para as lagartixas jovens, a troca de pele ocorre com mais frequência, uma vez por semana, mas quando estão totalmente crescidas, elas trocam de pele uma vez a cada um ou dois meses.

### Capacidade de aderência

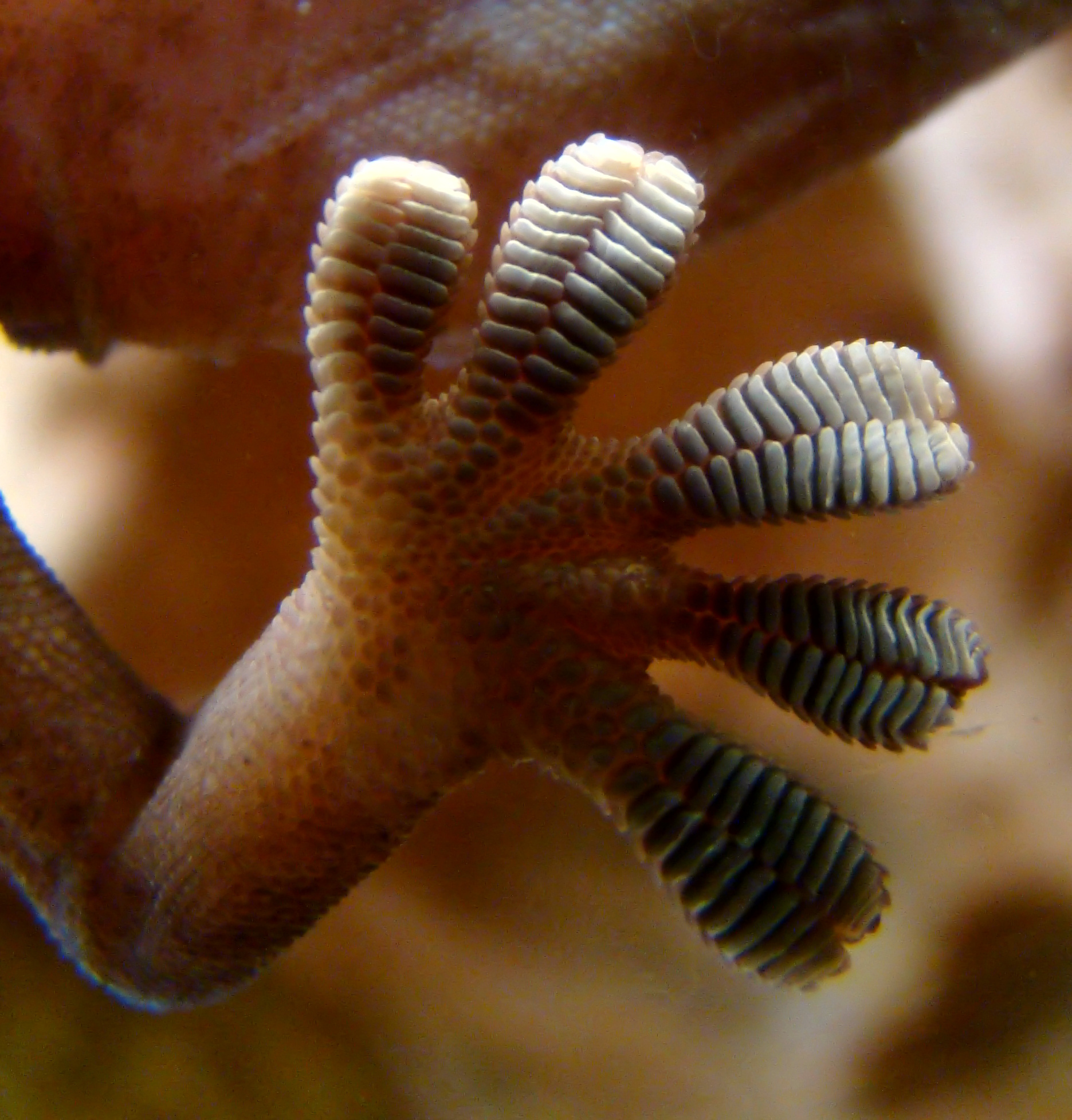
Imagem aproximada da parte inferior da pata de uma lagartixa enquanto ela caminha sobre um vidro posicionado em posição vertical.

Cerca de 60% das espécies de lagartixas têm almofadas aderentes nos dedos dos pés, o que lhes permite aderir à maioria das superfícies sem o uso de líquidos ou tensão superficial. Essas almofadas foram adquiridas e perdidas repetidamente ao longo da evolução das lagartixas. As almofadas aderentes dos dedos dos pés evoluíram independentemente em cerca de onze linhagens diferentes de lagartixas e foram perdidas em pelo menos nove linhagens.
Anteriormente, pensava-se que as cerdas em forma de espátula dispostas em lamelas nas patas de lagartixa permitiam forças de van der Waals (a mais fraca das forças químicas fracas) entre as estruturas de lamelas/cerdas/espátulas de β-queratina e a superfície. Essas interações de van der Waals não envolvem fluidos; em teoria, uma bota feita de cerdas sintéticas aderiria tão facilmente à superfície da Estação Espacial Internacional quanto a uma parede da sala de estar, embora a aderência varie com a umidade. No entanto, um estudo de 2014 sugere que a aderência da lagartixa é, na verdade, determinada principalmente pela interação eletrostática (causada pela eletrificação de contato), e não pelas forças de van der Waals ou capilares.
As cerdas nas patas das lagartixas também são autolimpantes e geralmente removem qualquer sujeira acumulada em poucos passos. O politetrafluoretileno (PTFE), que tem energia de superfície muito baixa, é mais difícil de ser aderido pelas lagartixas do que muitas outras superfícies.
A aderência das lagartixas é normalmente melhorada com o aumento da umidade, mesmo em superfícies hidrofóbicas, mas é reduzida em condições de imersão completa em água. O papel da água nesse sistema está sendo discutido, mas experimentos recentes concordam que a presença de camadas moleculares de água (as moléculas de água têm um momento de dipolo muito grande) nas cerdas, bem como na superfície, aumenta a energia da superfície de ambas, portanto, o ganho de energia para colocar essas superfícies em contato é ampliado, o que resulta em um aumento da força de aderência da lagartixa. Além disso, as propriedades elásticas da β-queratina mudam com a absorção de água.
Os dedos dos pés das lagartixas parecem ser duplamente articulados, mas esse é um termo errôneo e é corretamente chamado de hiperextensão digital. Os dedos dos pés das lagartixas podem se hiperextender na direção oposta à dos dedos das mãos e dos pés humanos. Isso permite que elas superem a força de van der Waals, descolando os dedos dos pés das superfícies das pontas para dentro. Essencialmente, por meio dessa ação, a lagartixa separa espátula por espátula da superfície, de modo que, para cada separação de espátula, é necessária apenas uma pequena força. O processo é semelhante à remoção de fita adesiva de uma superfície.
Os dedos das lagartixas operam bem abaixo de sua capacidade total de atração na maior parte do tempo, pois a margem de erro é grande, dependendo da rugosidade da superfície e, portanto, do número de cerdas em contato com essa superfície.
O uso da pequena força de van der Waals requer áreas de superfície muito grandes; cada milímetro quadrado do pé de uma lagartixa contém cerca de 14.000 cerdas semelhantes a pelos. Cada cerda tem um diâmetro de 5 μm. O cabelo humano varia de 18 a 180 μm, portanto, a área da seção transversal de um cabelo humano é equivalente a 12 a 1.300 cerdas. Cada cerda, por sua vez, tem uma ponta com 100 a 1.000 espátulas. Cada espátula tem 0,2 μm de comprimento, ou um pouco abaixo do comprimento de onda da luz visível.
As cerdas de uma lagartixa madura típica de 70 gramas seriam capazes de suportar um peso de 133 quilogramas: cada espátula poderia exercer uma força de aderência de 5 a 25 nN. O valor exato da força de aderência de uma espátula varia com a energia da superfície do substrato ao qual ela adere. Além disso, estudos recentes mostraram que o componente da energia de superfície derivado de forças de longo alcance, como as forças de van der Waals, depende da estrutura do material abaixo das camadas atômicas mais externas (até 100 nm abaixo da superfície); levando isso em consideração, a força de aderência pode ser inferida.
Além das cerdas, os fosfolipídios, substâncias gordurosas produzidas naturalmente em seus corpos, também entram em ação. Esses lipídios lubrificam as cerdas e permitem que a lagartixa solte a pata antes do próximo passo.
A origem da aderência da lagartixa provavelmente começou como simples modificações na epiderme na parte inferior dos dedos. Isso foi descoberto recentemente no gênero Gonatodes da América do Sul. A elaboração simples das espículas epidérmicas em cerdas permitiu que o Gonatodes humeralis escalasse superfícies lisas e dormisse em folhas lisas.
As tecnologias biomiméticas projetadas para imitar a aderência da lagartixa poderiam produzir adesivos secos autolimpantes reutilizáveis com muitas aplicações. O esforço de desenvolvimento está sendo colocado nessas tecnologias, mas a fabricação de cerdas sintéticas não é uma tarefa trivial de design de materiais.

## Pele
A pele da lagartixa geralmente não apresenta escamas, mas aparece em uma escala macro como uma superfície papilosa, que é feita de protuberâncias semelhantes a pelos desenvolvidas em todo o corpo. Essas protuberâncias conferem superhidrofobicidade e o design exclusivo dos pelos confere uma profunda ação antimicrobiana. Essas protuberâncias são muito pequenas, com até 4 mícrons de comprimento e afinando até um ponto. Observou-se que a pele da lagartixa tem uma propriedade antibacteriana, matando bactérias gram-negativas quando elas entram em contato com a pele.
A  lagartixa-rabo-de-folha-musgosa de Madagascar, Uroplatus sikorae, tem coloração desenvolvida como camuflagem, sendo a maior parte marrom-acinzentada a preta ou marrom-esverdeada, com várias marcas que se assemelham à casca de árvore, até os líquens e musgos encontrados na casca. Ele também tem retalhos de pele ao longo do corpo, da cabeça e dos membros, conhecidos como retalhos dérmicos, que podem ser colocados contra a árvore durante o dia, espalhando sombras e tornando seu contorno praticamente invisível.

## Dentes
As lagartixas são polifiodontes e podem substituir cada um de seus 100 dentes a cada 3 a 4 meses. Ao lado do dente adulto, há um pequeno dente substituto que se desenvolve a partir da célula-tronco odontogênica na lâmina dentária. A formação dos dentes é pleurodonte; eles são fundidos por suas laterais à superfície interna dos ossos da mandíbula. Essa formação é comum em todas as espécies da ordem Squamata.

## Taxonomia e classificação

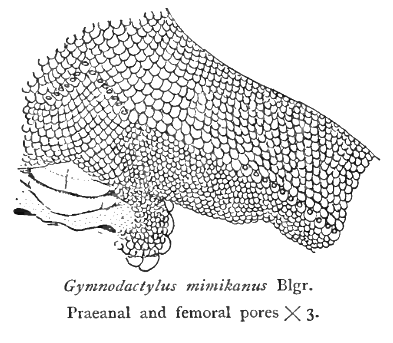
Os poros da pele são frequentemente usados na classificação.

A infraordem Gekkota é dividida em sete famílias, contendo cerca de 125 gêneros de lagartixas, incluindo os pigópodes semelhantes a serpentes (sem pernas):
- Família Carphodactylidae

- Família Diplodactylidae

- Família Eublepharidae

- Família Gekkonidae

- Família Phyllodactylidae

- Família Pygopodidae

- Família Sphaerodactylidae

Os lagartos sem pernas da família Dibamidae, também chamados de lagartos-cegos, foram ocasionalmente considerados como membros da infraordem Gekkota, mas filogenias moleculares recentes sugerem o contrário:
|  | Diplodactylidae                                                  |
|  |                                                                  |
|  | \| \| Carphodactylidae \| \| \| \| \| \| Pygopodidae \| \| \| \| |
|  |                                                                  |
|  | Carphodactylidae                                                 |
|  |                                                                  |
|  | Pygopodidae                                                      |
|  |                                                                  |

|  | Carphodactylidae |
|  |                  |
|  | Pygopodidae      |
|  |                  |

|  | Sphaerodactylidae                                               |
|  |                                                                 |
|  | \| \| Phyllodactylidae \| \| \| \| \| \| Gekkonidae \| \| \| \| |
|  |                                                                 |
|  | Phyllodactylidae                                                |
|  |                                                                 |
|  | Gekkonidae                                                      |
|  |                                                                 |

|  | Phyllodactylidae |
|  |                  |
|  | Gekkonidae       |
|  |                  |

|  | Sphaerodactylidae                                               |
|  |                                                                 |
|  | \| \| Phyllodactylidae \| \| \| \| \| \| Gekkonidae \| \| \| \| |
|  |                                                                 |
|  | Phyllodactylidae                                                |
|  |                                                                 |
|  | Gekkonidae                                                      |
|  |                                                                 |

|  | Phyllodactylidae |
|  |                  |
|  | Gekkonidae       |
|  |                  |

|  | Diplodactylidae                                                  |
|  |                                                                  |
|  | \| \| Carphodactylidae \| \| \| \| \| \| Pygopodidae \| \| \| \| |
|  |                                                                  |
|  | Carphodactylidae                                                 |
|  |                                                                  |
|  | Pygopodidae                                                      |
|  |                                                                  |

|  | Carphodactylidae |
|  |                  |
|  | Pygopodidae      |
|  |                  |

|  | Sphaerodactylidae                                               |
|  |                                                                 |
|  | \| \| Phyllodactylidae \| \| \| \| \| \| Gekkonidae \| \| \| \| |
|  |                                                                 |
|  | Phyllodactylidae                                                |
|  |                                                                 |
|  | Gekkonidae                                                      |
|  |                                                                 |

|  | Phyllodactylidae |
|  |                  |
|  | Gekkonidae       |
|  |                  |

|  | Sphaerodactylidae                                               |
|  |                                                                 |
|  | \| \| Phyllodactylidae \| \| \| \| \| \| Gekkonidae \| \| \| \| |
|  |                                                                 |
|  | Phyllodactylidae                                                |
|  |                                                                 |
|  | Gekkonidae                                                      |
|  |                                                                 |

|  | Phyllodactylidae |
|  |                  |
|  | Gekkonidae       |
|  |                  |

### História evolutiva

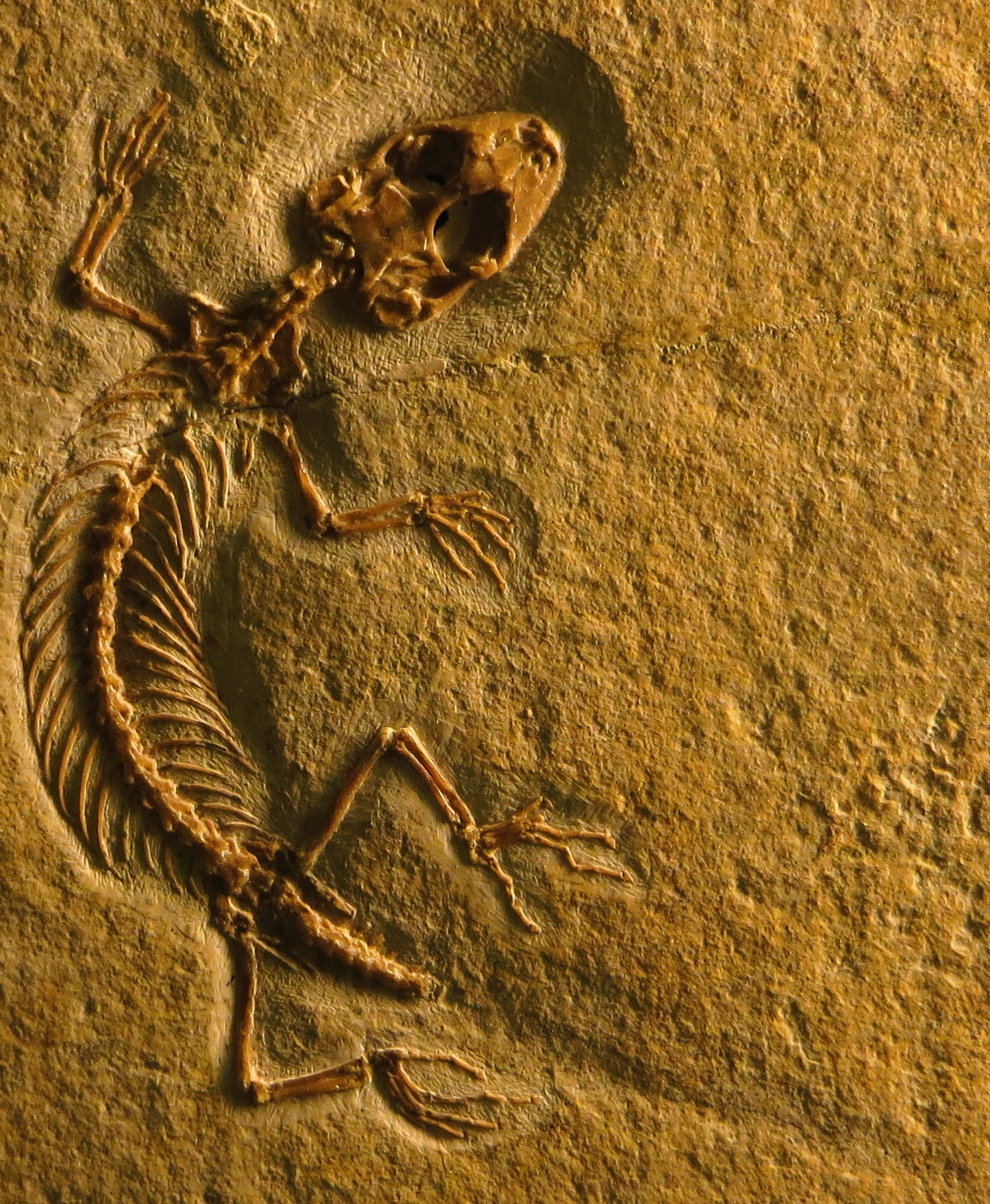
Esqueleto do en, que se acredita ser um dos primeiros membros da linhagem das lagartixas.

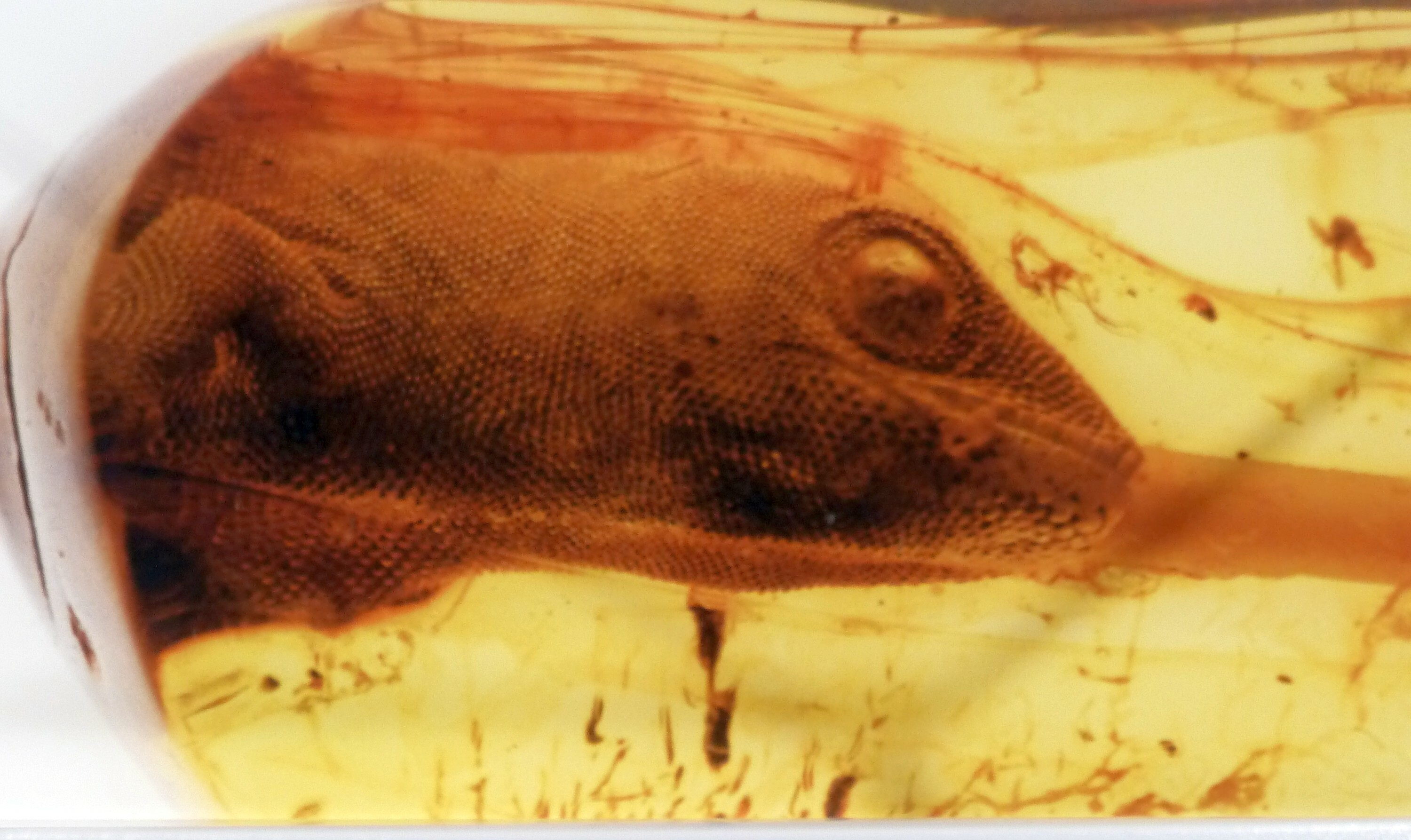
Fóssil de en preservado em âmbar do Báltico.

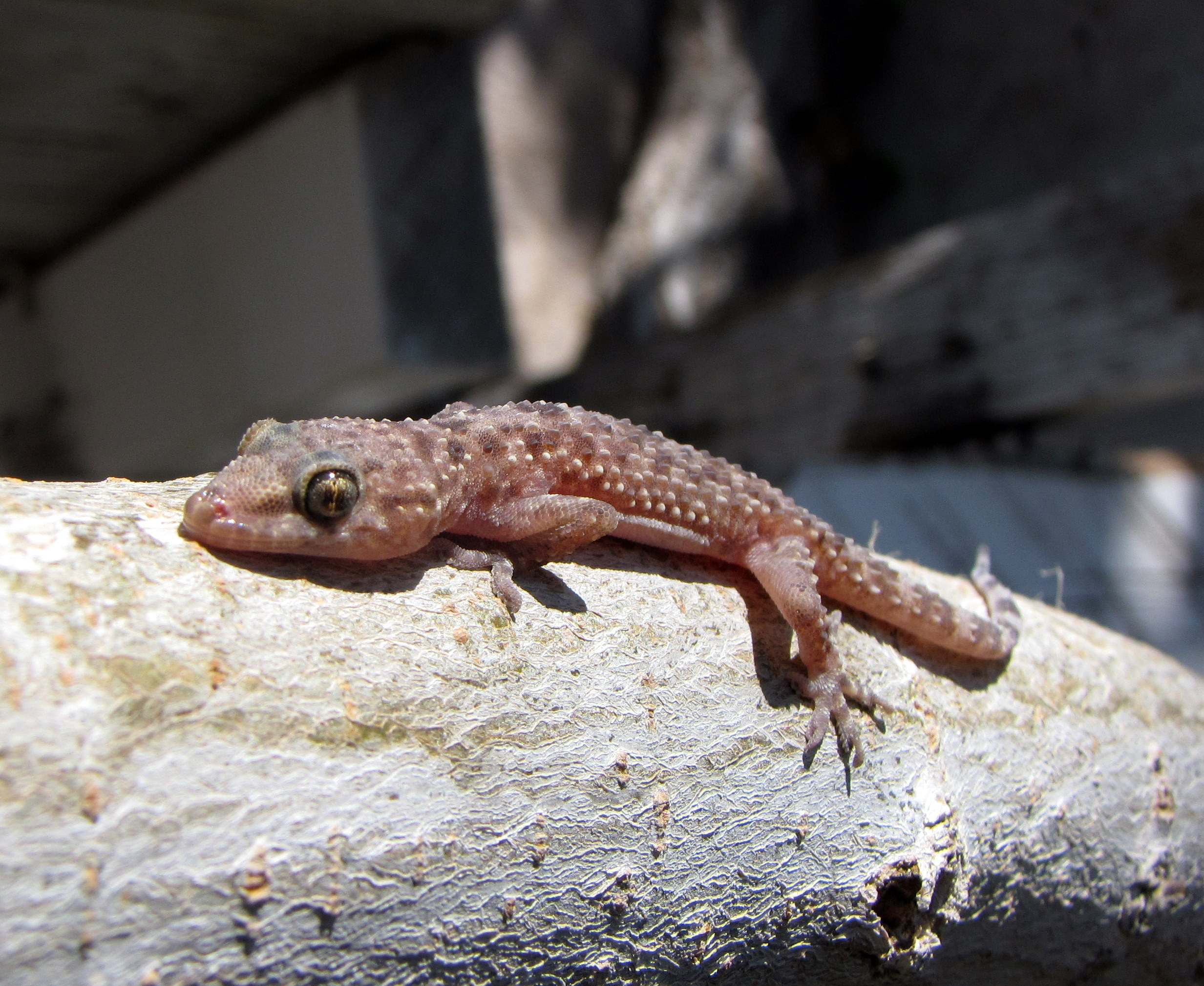
Osga-turca.

Várias espécies de lagarto do Jurássico Superior foram consideradas parentes primitivos das lagartixas, sendo a mais proeminente e mais bem apoiada o Eichstaettisaurus [en] arbóreo do Jurássico Superior da Alemanha. Norellius [en], do início do Cretáceo da Mongólia, também é geralmente considerado um parente próximo das lagartixas. Os fósseis mais antigos conhecidos de lagartixas modernas são do âmbar birmanês do meio do Cretáceo de Myanmar (incluindo Cretaceogekko [en]), com cerca de 100 milhões de anos, que têm almofadas aderentes nas patas semelhantes às das lagartixas atuais.

## Espécies
Mais de 1.850 espécies de lagartixas ocorrem em todo o mundo, incluindo essas espécies conhecidas:
- Coleonyx variegatus [en] - é nativa do sudoeste dos Estados Unidos e do noroeste do México.
- Mediodactylus brachykolon [en] - é encontrada no noroeste do Paquistão; foi descrita pela primeira vez em 2007.
- Eublepharis macularius - conhecida como lagartixa-leopardo, é a lagartixa mais comum mantida como animal de estimação; ela não tem almofadas aderentes nos dedos dos pés e não consegue escalar o vidro de um biotério.
- Gehyra mutilata [en] - é capaz de variar sua cor de muito clara a muito escura para se camuflar; essa lagartixa se sente em casa na natureza, bem como em áreas residenciais.
- Gekko gecko - conhecida como lagartixa-tokay, é uma lagartixa grande e comum do sudeste asiático, conhecida por seu temperamento agressivo, seus sons altos de acasalamento e suas marcas brilhantes.
- Hemidactylus - é um gênero de lagartixas com muitas variedades:
  - Hemidactylus frenatus - conhecida como lagartixa-comum, prospera em torno de pessoas e estruturas de habitação humana nos trópicos e subtrópicos em todo o mundo.
  - Hemidactylus garnotii [en] - é encontrada em casas nos trópicos e se tornou uma espécie invasora preocupante na Flórida e na Geórgia, nos EUA.
  - Hemidactylus mabouia - conhecida como lagartixa-doméstica-tropical, é uma espécie de lagartixa doméstica nativa da África subsaariana e também encontrada atualmente nas Américas do Norte, Central e do Sul e no Caribe.
  - Hemidactylus turcicus - conhecida como osga-turca, é frequentemente encontrada dentro e ao redor de edifícios e é uma espécie introduzida nos EUA.
- Lepidodactylus lugubris - conhecida como  lagartixa-de-luto, é uma espécie originária do Leste Asiático e do Pacífico; ela se sente à vontade tanto na natureza quanto em bairros residenciais.
- Chondrodactylus bibronii [en] - é nativa do sul da África; essa lagartixa arborícola resistente é considerada uma praga doméstica.
- Phelsuma laticauda [en] - é diurna e vive no norte de Madagascar e em Comores. Também é uma espécie introduzida no Havaí.
- Ptychozoon [en] - é um gênero de lagartixas arborícolas do sudeste da Ásia, também conhecidas como lagartixas-voadoras; elas têm abas em forma de asa do pescoço até a parte superior da perna para ajudá-las a se esconder nas árvores e fornecer sustentação ao saltar.
- Rhacodactylus [en] - é um gênero de lagartixas nativas da Nova Caledônia:
  - Rhacodactylus ciliatus (attualmente Correlophus ciliatus) - foi considerada extinta até ser redescoberta em 1994 e está ganhando popularidade como animal de estimação.
  -  Rhacodactylus leachianus - foi descrita pela primeira vez por Cuvier em 1829; é a maior espécie viva de lagartixa.
- Sphaerodactylus ariasae [en] - é nativa das ilhas do Caribe; é o menor lagarto do mundo.
- Tarentola mauritanica - conhecida como osga-moura, é comumente encontrada na região do Mediterrâneo, desde a Península Ibérica e o sul da França até a Grécia e o norte da África; suas características mais marcantes são a cabeça pontiaguda, a pele com espinhos e a cauda que lembra a de um crocodilo.

## Reprodução
A maioria das lagartixas põe uma pequena ninhada de ovos. Algumas são vivíparas e outras podem se reproduzir assexuadamente por partenogênese. As lagartixas também têm uma grande diversidade de mecanismos de determinação do sexo, incluindo a determinação do sexo dependente da temperatura e os cromossomos sexuais XX/XY e ZZ/ZW com várias transições entre eles ao longo do tempo evolutivo. As lagartixas diurnas de Madagascar participam de um ritual de acasalamento no qual os machos sexualmente maduros produzem uma substância cerosa a partir de poros na parte posterior das pernas. Os machos se aproximam das fêmeas com um movimento de balanço da cabeça, juntamente com um rápido movimento da língua na fêmea.
A partenogênese obrigatória como um sistema reprodutivo evoluiu várias vezes na família Gekkonidae. Foi demonstrado que os ovócitos são capazes de sofrer meiose em três complexos partenogenéticos obrigatórios diferentes de lagartixas. Uma endoreplicação pré-meiótica extra de cromossomos é essencial para a partenogênese obrigatória nessas lagartixas. A segregação adequada durante a meiose para formar uma progênie viável é facilitada pela formação de bivalentes feitos de cópias de cromossomos idênticos.